# Droga krajowa 32
Die Droga krajowa 32 (kurz DK32, polnisch für ‚Nationalstraße 32‘ bzw. ‚Landesstraße 32‘) ist eine Landesstraße in Polen. Sie führt in West-Ost-Richtung vom deutsch-polnischen Grenzübergang Klein Gastrose–Sękowice über Gubin, Krosno Odrzańskie, Zielona Góra, Sulechów, Wolsztyn und Grodzisk Wielkopolski bis zu der südöstlich von Posen liegenden Stadt Stęszew. Die Gesamtlänge beträgt 169 km.
Straßenverkehrstechnisch stellt die Landesstraße eine Verbindung zwischen den deutschen Bundesstraßen 97 und 112, der polnischen Schnellstraße S3 und den Landesstraßen 5 und 29.

## Geschichte
Zwischen der Gubiner Stadtverbindung nach Dzikowo (Heidekrug) bis zum Zusammentreffen mit der DK 29 nahe Połupin (Rusdorf) verläuft die DK 32 auf der Trasse der ehemaligen deutschen Reichsstraße 97.

## Wichtige Ortschaften entlang der Strecke
- Gubin
- Krosno Odrzańskie
- Zielona Góra
- Sulechów
- Kargowa
- Kopanica
- Wolsztyn
- Rakoniewice
- Grodzisk Wielkopolski
- Granowo
- Stęszew